# 방현령
방현령(房玄齡, 578년~648년)은 당나라의 정치가로 능연각 24공신이며, 18학사의 일원이다. 본명은 방교(房喬)이고, 자는 현령(玄齡)이다.

## 생애
본래 제나라 사람으로, 당(唐)나라 대신(大臣) 방언겸(房彦謙)의 아들이다. 현재의 산동(山東) 지방인 제주(齊州) 임치(臨淄) 출신이다.
한때는 수나라의 관리를 지내기도 했으나 법을 어겨 좌천되었다. 그러던 중 태종 이세민을 만나 그가 돈황공(敦煌公)이었을 때부터 섬기어 621년 진왕부(秦王府) 18학사(學士)의 일원이 되었으며 두여회와 같이 당조(唐朝) 대각(臺閣)의 규모와 전장문물(典章文物)의 제정을 맡았다. 방현령에 대한 태종의 신망은 매우 두터워서 후한 광무제의 명신(名臣) 등우(鄧禹)에 비유되었다. 626년 두여회, 장손무기 등과 현무문의 변을 꾀하여 태종의 위기를 구하였다. 방현령은 국사를 논할 때에는 항상 결단력이 있는 두여회가 도착하기를 기다렸으며, 두여회 또한 계획을 잘 세우는 방현령의 책략을 받아들였는데 사람들이 두 사람을 가리켜 '방두'(房杜)라 불렀다. 629년 감찰어사 진사합이 〈발사론〉이라는 글을 통해 방현령과 두여회가 조정의 많은 직책을 겸직하는 것을 비판하자 태종은 "두 사람이 겸직을 하는 것은 재능이 있기 때문이다." 하고 반박하며 진사합을 귀양보냈다. 630년 상서좌복야(尙書左僕射) 감수국사(監修國史)로 올랐고, 이어서 칙령을 받들어 위징 등이 편찬한 북제, 양, 진, 수, 주의 각서(各書)를 총감(總監)하여 완성시켰다. 재상으로 있은 지 15년이 되자 태자태부(太子太傅)에 임명되었고 사후에는 태위병주도독(太尉幷州都督)에 추증되었다.

## 평가
이세민은 방현령을 매우 총애하여 생사고락을 함께 한 공신들을 기리는 시 〈위풍부〉(威風賦)를 지어 그에게 하사하였다. 또한 15년간 재상직에 있었던 방현령이 나이를 이유로 사직을 요청하였자 이세민은 "유능한 재상이 사라지면 두 팔을 잃은 듯한 심정이 들 터이니 정 힘들어 버틸 수 없을 때에 다시 상소를 올리라." 고 말하였고, 이후 방현령은 더 이상 사직 상소를 올리지 않았다.

## 대중 매체
- 《삼국기》(KBS, 1992년~1993년, 배우 : 이영)
- 《연개소문》(SBS, 2006년~2007년, 배우 : 박영지)

## 여담
- 성룡(본명 방사룡)이 방현령의 후손이라고 주장하고 있다. 확실치는 않다.[8]